# Praxelis kleinioides
Praxelis kleinioides là một loài thực vật có hoa trong họ Cúc. Loài này được (Kunth) Sch.Bip. miêu tả khoa học đầu tiên năm 1866.